# Бистрина

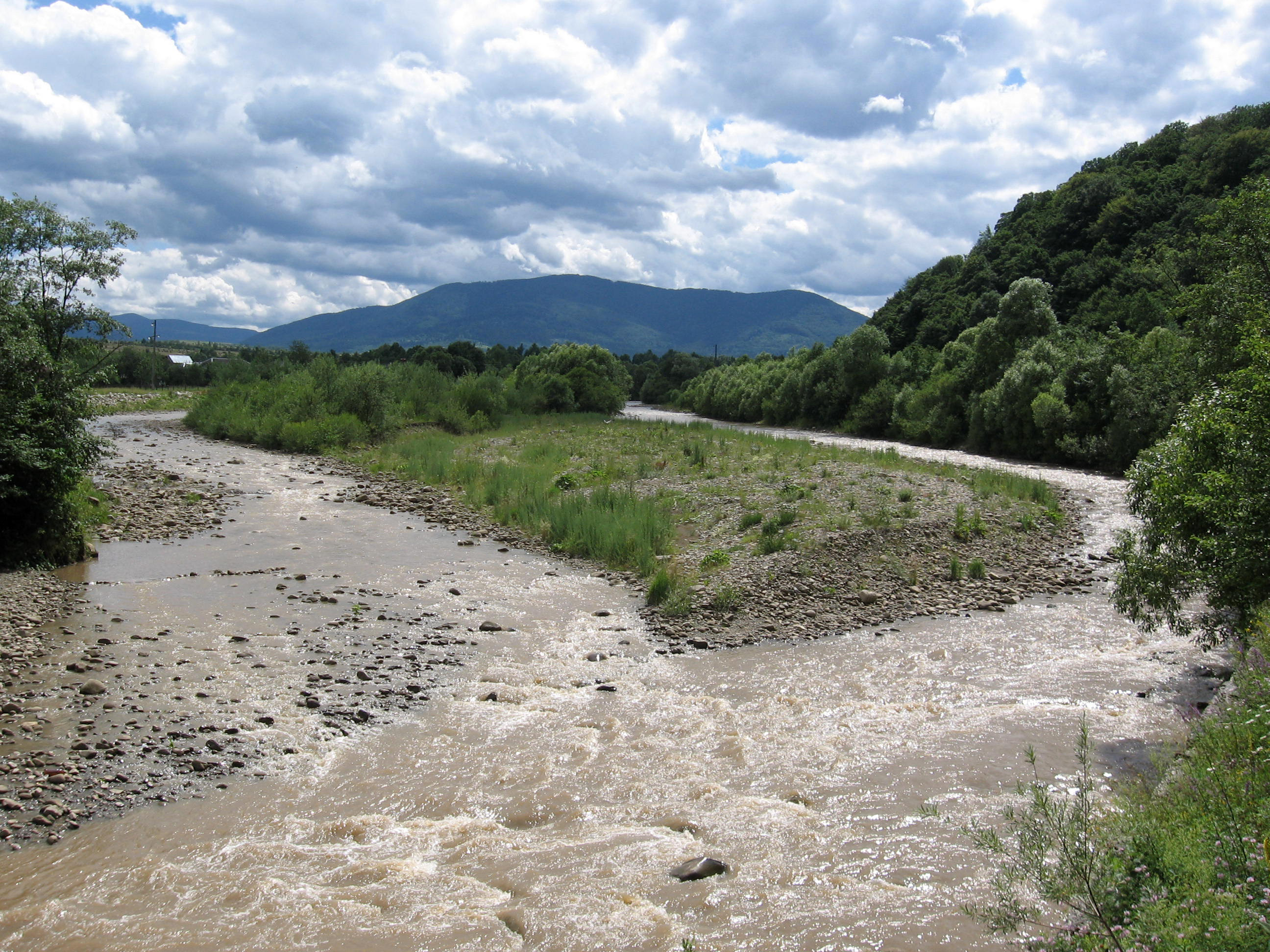
Бистрини на річці Свічі (притока Дністра)

Бистрина́, стри́жень — частина річкового потоку, що має швидкість течії більшу від середньої швидкості річки.
Бистрини спостерігаються в найвужчих місцях річища, при крутому падінні течії, при наявності уступу на дні та ін.